# Sok (priimek)
Sok je priimek več znanih Slovencev:
- Alojz Sok (*1959), veterinar, politik
- Franc Sok (1905-1978), pravnik, sodnik vrhovnega sodišča
- Jasna Sok (*1956), sociologinja in etnologinja
- Marko Sok (1943-2010), športni delavec (košarka)
- Mihael Sok, torakalni kirurg